# Liste des souveraines de Toscane
La Toscane, dirigée d'abord par des margraves et des marquis aux IXe et Xe siècles, devint un ensemble de cités-États à statut républicain-oligarchique. Au XVe siècle, elle est progressivement réunifiée dans une seule entité politique et passe entre les mains de la famille des Médicis, l'une des plus puissantes durant la Renaissance. Cette famille a gouverné la Toscane du XVe siècle au XVIIIe siècle avant d'être supplantée par la Maison de Lorraine puis de Habsbourg-Lorraine.
Le grand-duché de Toscane est fondé officiellement au début du XVIe siècle, lorsque Cosme de Médicis reçoit le titre de duc puis de grand-duc. Le grand-duché disparaît en 1801, lorsque Napoléon Bonaparte le transforme en royaume d'Étrurie. Le titre et le grand-duché renaissent en 1814, après l'effondrement napoléonien. L'un et l'autre perdurent jusqu'en 1860, date à laquelle le grand-duché est incorporé dans le nouveau royaume d'Italie. Cependant, le titre de grand-duc de Toscane perdure et est toujours revendiqué par une branche cadette de la famille de Habsbourg-Lorraine.

## Dynastie des Bonifacii (812–931)
| Portrait | Nom (dates)                     | Époux | Titres                                                                                                 | Eléments biographiques |
| -------- | ------------------------------- | --- | --- | --- |
|          | Anonsuara                       | - Adalbert Ier de Toscane                                                                                     | - Margravine de Toscane                                                                                | |
|          | Rothilde de Spolète             | - Adalbert Ier de Toscane (mariage en 863)                                                                    | - Margravine de Toscane (863-?)                                                                        | - Princesse de la dynastie des Widonides. Fille de Guy Ier de Spolète et d'Adélaïde d'Italie. - Mère d'Adalbert II de Toscane.                                                                             |
|          | Berthe de Lotharingie (863-925) | - Théobald d'Arles (mariage en 879/880) - Adalbert II de Toscane (mariage en 895/898)                         | - Comtesse d'Arles (879/80-887/95) - Margravine de Toscane (895/98-915) - Régente de Toscane (915-920) | - Princesse de la dynastie des Carolingiens. Fille de Lothaire II de Lotharingie et de Waldrade. - Mère d'Hugues d'Arles, de Boson d'Arles, Teutberge d'Arles, de Guy de Toscane et de Lambert de Toscane. |
|          | Marozie Ire (890-937)           | - Albéric Ier de Spolète (mariage en 909) - Guy de Toscane (mariage en 925) - Hugues d'Arles (mariage en 932) | - Duchesse de Spolète (909-924) - Margravine de Toscane (925-929) - Reine d'Italie (932-937)           | - Princesse de la dynastie des Théophylactes. Fille de Théophylacte Ier de Tusculum et de Théodora Ire. - Mère de Jean XI et d'Albéric II de Spolète.                                                      |

## Dynastie des Bosonides (931–1001)
| Nom (dates)        | Époux               | Titres                  | Eléments biographiques                                                                                                |
| ------------------ | ------------------- | ----------------------- | --- |
| Willa de Bourgogne | - Boson d'Arles     | - Margravine de Toscane | - Princesse de la dynastie des Rodolphiens. Fille de Rodolphe Ier de Bourgogne et de Willa de Provence.               |
| Willa de Spolète   | - Hubert de Spolète | - Margravine de Toscane | - Fille de Boniface Ier de Spolète et de Valdrade de Bourgogne. - Mère d'Hugues de Toscane et de Valdrade de Toscane. |
| Judith             | - Hugues de Toscane | - Margravine de Toscane | |

## Maison Canossa (1027–1115)
| Portrait | Nom (dates)                        | Époux                                                                                             | Titres | Eléments biographiques |
| -------- | ---------------------------------- | ------------------------------------------------------------------------------------------------- | --- | --- |
|          | Béatrice de Bar (1017-1076)        | - Boniface III de Toscane (mariage en 1037) - Godefroid II de Basse-Lotharingie (mariage en 1054) | - Marquise de Toscane (1037-1052) - Comtesse de Verdun (1054-1069) - Duchesse de Basse-Lotharingie (1065-1069) | - Princesse de la Maison d'Ardenne. Fille de Frédéric II de Lorraine et de Mathilde de Souabe. - Mère de Frédéric de Toscane et de Mathilde de Toscane. |
|          | Mathilde de Toscane (1045/46-1115) | - Godefroid III de Basse-Lotharingie (mariage en 1069) - Welf II de Bavière (mariage en 1089)     | - Marquise de Toscane (de plein droit, 1055-1115) - Duchesse de Basse-Lotharingie (1069-1076)                  | - Princesse de la Maison Canossa. Fille de Boniface III de Toscane et de Béatrice de Bar.                                                               |

## Margraves impériaux (1115-1208)
| Portrait | Nom (dates)                  | Époux                                                                          | Titres | Éléments biographiques |
| -------- | ---------------------------- | ------------------------------------------------------------------------------ | --- | --- |
|          | Gertrude de Saxe (1115-1143) | - Henri X de Bavière (mariage en 1127) - Henri II d'Autriche (mariage en 1142) | - Duchesse de Bavière (1127-1139) - Duchesse de Saxe et margravine de Toscane (1137-1139) - Margravine d'Autriche (1142-1143) | - Princesse de la Maison de Supplinbourg. Fille de Lothaire de Supplinbourg et de Richenza de Nordheim. - Mère d'Henri XII de Bavière.                                 |
|          | Uta de Calw (1115/20-1197)   | - Welf VI (mariage en 1133)                                                    | - Duchesse de Spolète (1152-1171) - Margravine de Toscane (1152-1160 puis 1167-1171)                                          | - Princesse de la Maison de Calw. Fille de Gottfried de Calw et de Liutgarde de Zähringen. - Mère de Welf VII.                                                         |
|          | Irène Ange (1181-1208)       | - Roger III de Sicile (mariage en 1193) - Philippe de Souabe (mariage en 1197) | - Reine de Sicile (1193) - Duchesse de Souabe et margravine de Toscane (1197-1208) - Reine de Germanie (1198-1208)            | - Princesse de la dynastie Ange. Fille d'Isaac II Ange et d'Herina. - Mère de Béatrice de Souabe, de Cunégonde de Souabe, de Marie de Souabe et de Béatrice de Souabe. |

## Maison de Médicis (1434-1737)

### Dames de Florence (1434-1532)
| Portrait | Nom (dates)                                 | Époux                                     | Titres                                                                                                  | Eléments biographiques |
| -------- | ------------------------------------------- | ----------------------------------------- | --- | --- |
|          | Contessina de Bardi (1390-1473)             | - Cosme de Médicis (mariage en 1414)      | - Dame de Florence (de facto, 1434-1464)                                                                | - Dame de la Famille Bardi. Fille d'Alessandro de Bardi et d'Emilia Pannocchieschi. - Mère de Pierre Ier de Médicis et de Jean de Médicis.                                                           |
|          | Lucrezia Tornabuoni (1425-1482)             | - Pierre Ier de Médicis (mariage en 1444) | - Dame de Florence (de facto, 1464-1469)                                                                | - Dame de la Famille Tornabuoni. Fille de Francesco Tornabuoni et de Selvaggia Alessandri. - Mère de Laurent de Médicis et de Julien de Médicis.                                                     |
|          | Clarisse Orsini (1453-1488)                 | - Laurent de Médicis (mariage en 1469)    | - Dame de Florence (de facto, 1469-1488)                                                                | - Princesse de la Famille Orsini. Fille de Jacopo Orsini et de Maddalena Orsini. - Mère de Lucrèce de Médicis, de Pierre II de Médicis, de Léon X, de Contessina de Médicis et de Julien de Médicis. |
|          | Alfonsina Orsini (1472-1531)                | - Pierre II de Médicis (mariage en 1487)  | - Dame de Florence (de facto, 1492-1494)                                                                | - Princesse de la Famille Orsini. Fille de Roberto Orsini et de Caterina Sanseverino. - Mère de Clarisse de Médicis et de Laurent II de Médicis.                                                     |
|          | Madeleine de la Tour d'Auvergne (1498-1519) | - Laurent II de Médicis (mariage en 1518) | - Comtesse de Lauragais (de plein droit, 1501-1519) - Duchesse d'Urbino et dame de Florence (1518-1519) | - Princesse de la Maison de La Tour d'Auvergne. Fille de Jean IV d'Auvergne et de Jeanne de Bourbon-Vendôme. - Mère de Catherine de Médicis.                                                         |

### Duchesses de Florence (1532-1569)
| Portrait | Nom (dates)                         | Époux                                                                       | Titres | Eléments biographiques | Armoiries |
| -------- | ----------------------------------- | --------------------------------------------------------------------------- | --- | --- | --------- |
|          | Marguerite de Habsbourg (1522-1586) | - Alexandre de Médicis (mariage en 1536) - Octave Farnèse (mariage en 1538) | - Duchesse de Florence (1536-1537) - Duchesse de Camerino (1540-1545) - Duchesse de Castro (1545-1547) - Duchesse de Parme et Plaisance (1547-1586) - Gouverneure des Pays-Bas (1559-1567) | - Princesse de la Maison de Habsbourg. Fille légitimée de Charles Quint et de Jeanne van der Gheynst. - Mère d'Alexandre Farnèse. |           |
|          | Éléonore de Tolède (1522-1562)      | - Cosme Ier de Toscane (mariage en 1539)                                    | - Duchesse de Florence (1539-1562) | - Princesse de la Maison d'Alba. Fille de Pierre Alvarez de Tolède et de Maria Osorio Pimentel. - Mère de Marie de Médicis, de François Ier de Médicis, d'Isabelle de Médicis, de Jean de Médicis, de Lucrèce de Médicis, de Ferdinand Ier de Médicis et de Pierre de Médicis. |           |

### Grandes-duchesses de Toscane (1569-1737)
| Portrait | Nom (dates)                                         | Époux | Titres                                   | Eléments biographiques | Armoiries |
| -------- | --------------------------------------------------- | --- | ---------------------------------------- | --- | --------- |
|          | Jeanne d'Autriche (1547-1578)                       | - François Ier de Médicis (mariage en 1565)                                                                     | - Grande-duchesse de Toscane (1574-1578) | - Princesse de la Maison de Habsbourg. Fille de Ferdinand Ier du Saint-Empire et d'Anne Jagellon. - Mère d'Éléonore de Médicis, d'Anne de Médicis, de Marie de Médicis et de Philippe de Médicis.                                                                      |           |
|          | Bianca Cappello (1548-1587)                         | - François Ier de Médicis (mariage en 1579)                                                                     | - Grande-duchesse de Toscane (1579-1587) | - Dame de la Famille Cappello. Fille de Bartolomeo Cappello et de Pellegrina Morosini. |           |
|          | Christine de Lorraine (1565-1637)                   | - Ferdinand Ier de Médicis (mariage en 1589)                                                                    | - Grande-duchesse de Toscane (1589-1609) | - Princesse de la Maison de Lorraine. Fille de Charles III de Lorraine et de Claude de France. - Mère de Cosme II de Médicis, de Catherine de Médicis, de Charles de Médicis, de Marie-Madeleine de Médicis et de Claude de Médicis.                                   |           |
|          | Marie-Madeleine d'Autriche (1589-1631)              | - Cosme II de Médicis (mariage en 1608)                                                                         | - Grande-duchesse de Toscane (1609-1621) | - Princesse de la Maison de Habsbourg. Fille de Charles II d'Autriche-Styrie et de Marie-Anne de Bavière. - Mère de Ferdinand II de Médicis, de Jean-Charles de Médicis, de Marguerite de Médicis, de Matthias de Médicis, d'Anne de Médicis et de Léopold de Médicis. |           |
|          | Vittoria della Rovere (1622-1694)                   | - Ferdinand II de Médicis (mariage en 1634)                                                                     | - Grande-duchesse de Toscane (1634-1670) | - Princesse de la Famille Della Rovere. Fille de Frédéric Ubaldo della Rovere et de Claude de Médicis. - Mère de Cosme III de Médicis et de François-Marie de Médicis.                                                                                                 |           |
|          | Marguerite-Louise d'Orléans (1645-1721)             | - Cosme III de Médicis (mariage en 1661)                                                                        | - Grande-duchesse de Toscane (1670-1721) | - Princesse de la Maison d'Orléans. Fille de Gaston de France et de Marguerite de Lorraine. - Mère de Ferdinand de Médicis, d'Anne-Marie-Louise de Médicis et de Jean-Gaston de Médicis.                                                                               |           |
|          | Anne-Marie-Françoise de Saxe-Lauenbourg (1672-1741) | - Philippe-Guillaume-Auguste de Palatinat-Neubourg (mariage en 1690) - Jean-Gaston de Médicis (mariage en 1697) | - Grande-duchesse de Toscane (1723-1737) | - Princesse de la Maison d'Ascanie. Fille de Jules-François de Saxe-Lauenbourg et d'Hedwige de Palatinat-Soulzbach. - Mère de Marie-Anne-Caroline de Palatinat-Neubourg.                                                                                               |           |

## Maison de Lorraine (1737-1765)
| Portrait | Nom (dates)                          | Époux                                            | Titres | Eléments biographiques | Armoiries |
| -------- | ------------------------------------ | ------------------------------------------------ | --- | --- | --------- |
|          | Marie-Thérèse d'Autriche (1717-1780) | - François Ier du Saint-Empire (mariage en 1736) | - Duchesse de Lorraine (1736-1737) - Grande-duchesse de Toscane (1737-1765) - Reine de Hongrie et de Bohême, archiduchesse d'Autriche, duchesse de Milan, souveraine des Pays-Bas (de plein droit, 1740-1780) - Duchesse de Parme et de Plaisance (de plein droit, 1740-1748) - Impératrice du Saint-Empire, reine de Germanie (1745-1765) | - Princesse de la Maison de Habsbourg. Fille de Charles VI du Saint-Empire et d'Élisabeth-Christine de Brunswick-Wolfenbüttel. - Mère de Marie-Élisabeth d'Autriche, de Marie-Anne d'Autriche, de Marie-Caroline d'Autriche, de Joseph II du Saint-Empire, de Marie-Christine d'Autriche, de Marie-Élisabeth d'Autriche, de Charles-Joseph d'Autriche, de Marie-Amélie d'Autriche, de Léopold II du Saint-Empire, de Marie-Caroline d'Autriche, de Marie-Jeanne-Gabrielle d'Autriche, de Marie-Josèphe d'Autriche, de Marie-Caroline d'Autriche, de Ferdinand d'Autriche-Este, de Marie-Antoinette d'Autriche et de Maximilien-François d'Autriche. |           |

## Maison de Habsbourg-Lorraine (1765–1801)
| Portrait | Nom (dates)                           | Époux                                          | Titres | Éléments biographiques | Armoiries |
| -------- | ------------------------------------- | ---------------------------------------------- | --- | --- | --------- |
|          | Marie-Louise d'Espagne (1745-1792)    | - Léopold II du Saint-Empire (mariage en 1765) | - Grande-duchesse de Toscane (1765-1790) - Impératrice du Saint-Empire, reine de Germanie, de Hongrie et de Bohême, archiduchesse d'Autriche, duchesse de Milan, souveraine des Pays-Bas (1790-1792) | - Princesse de la Maison de Bourbon. Fille de Charles III d'Espagne et de Marie-Amélie de Saxe. - Mère de Marie-Thérèse d'Autriche, de François Ier d'Autriche, de Ferdinand III de Toscane, de Marie-Anne d'Autriche, de Charles-Louis d'Autriche-Teschen, d'Alexandre Léopold d'Autriche, de Joseph de Habsbourg-Lorraine, de Marie-Clémentine d'Autriche, d'Antoine-Victor d'Autriche, de Marie-Amélie d'Autriche, de Jean-Baptiste d'Autriche, de Rainier d'Autriche, de Louis d'Autriche et de Rodolphe d'Autriche. |           |
|          | Louise de Bourbon-Siciles (1773-1802) | - Ferdinand III de Toscane (mariage en 1790)   | - Grande-duchesse de Toscane (1790-1801) | - Princesse de la Maison de Bourbon-Siciles. Fille de Ferdinand Ier des Deux-Siciles et de Marie-Caroline d'Autriche. - Mère de Léopold II de Toscane et de Marie-Thérèse de Habsbourg-Toscane. |           |

## Maison de Bourbon-Parme (1801–1807)
| Portrait | Nom (dates)                        | Époux                                   | Titres | Éléments biographiques | Armoiries |
| -------- | ---------------------------------- | --------------------------------------- | --- | --- | --------- |
|          | Marie-Louise d’Espagne (1782-1824) | - Louis Ier d’Étrurie (mariage en 1795) | - Reine d’Étrurie (1801-1803) - Régente d'Étrurie (1803-1807) - Duchesse de Lucques (de plein droit, 1815-1824) | - Princesse de la Maison de Bourbon. Fille de Charles IV d'Espagne et de Marie-Louise de Bourbon-Parme. - Mère de Charles II de Parme et de Marie-Louise de Bourbon-Parme. |           |

## Maison Bonaparte (1807-1814)
| Portrait | Nom (dates)                 | Époux                               | Titres | Éléments biographiques | Armoiries |
| -------- | --------------------------- | ----------------------------------- | --- | --- | --------- |
|          | Élisa Bonaparte (1777-1820) | - Félix Baciocchi (mariage en 1797) | - Princesse de Lucques et de Piombino (de plein droit, 1805-1814) - Grande-duchesse de Toscane (de plein droit, 1809-1814) | - Princesse de la Maison Bonaparte. Fille de Charles Bonaparte et de Letizia Bonaparte. - Mère d'Élisa Napoléone Baciocchi. |           |

## Maison de Habsbourg-Lorraine (1814-1860)
| Portrait | Nom (dates)                                     | Époux                                        | Titres                                   | Éléments biographiques | Armoiries |
| -------- | ----------------------------------------------- | -------------------------------------------- | ---------------------------------------- | --- | --------- |
|          | Marie-Ferdinande de Saxe (1796-1865)            | - Ferdinand III de Toscane (mariage en 1821) | - Grande-duchesse de Toscane (1821-1824) | - Princesse de la Maison de Wettin. Fille de Maximilien de Saxe et de Caroline de Bourbon-Parme. |           |
|          | Marie de Saxe (1799-1832)                       | - Léopold II de Toscane (mariage en 1817)    | - Grande-duchesse de Toscane (1824-1832) | - Princesse de la Maison de Wettin. Fille de Maximilien de Saxe et de Caroline de Bourbon-Parme. - Mère d'Auguste-Ferdinande de Habsbourg-Toscane. |           |
|          | Marie-Antoinette de Bourbon-Siciles (1814-1898) | - Léopold II de Toscane (mariage en 1833)    | - Grande-duchesse de Toscane (1833-1859) | - Princesse de la Maison de Bourbon-Siciles. Fille de François Ier des Deux-Siciles et de Marie-Isabelle d'Espagne. - Mère de Marie-Isabelle de Habsbourg-Toscane, de Ferdinand IV de Toscane, de Charles-Salvator de Habsbourg-Toscane, de Marie-Louise de Habsbourg-Toscane, de Louis-Salvador de Habsbourg-Toscane et de Jean de Habsbourg-Toscane. |           |

## Grandes-duchesses titulaires (1860-)
| Portrait | Nom (dates)                                    | Époux                                                     | Titres                                   | Éléments biographiques | Armoiries |
| -------- | ---------------------------------------------- | --------------------------------------------------------- | ---------------------------------------- | --- | --------- |
|          | Alice de Bourbon-Parme (1849-1935)             | - Ferdinand IV de Toscane (mariage en 1868)               | - Grande-duchesse de Toscane (1868-1908) | - Princesse de la Maison de Bourbon-Parme. Fille de Charles III de Parme et de Louise d'Artois. - Mère de Léopold-Ferdinand de Habsbourg-Toscane, de Louise-Antoinette de Habsbourg-Toscane, de Joseph-Ferdinand de Habsbourg-Toscane, de Pierre-Ferdinand de Habsbourg-Toscane, d'Henri-Ferdinand de Habsbourg-Toscane, d'Anne de Habsbourg-Toscane, de Margaretha de Habsbourg-Toscane, de Germana de Habsbourg-Toscane, de Robert Ferdinand de Habsbourg-Toscane et d'Agnès-Marie de Habsbourg-Toscane. |           |
|          | Marie-Christine de Bourbon-Siciles (1877-1947) | - Pierre-Ferdinand de Habsbourg-Toscane (mariage en 1900) | - Grande-duchesse de Toscane (1921-1947) | - Princesse de la Maison de Bourbon-Siciles. Fille d'Alphonse de Bourbon-Siciles et de Marie-Antoinette de Bourbon-Siciles. - Mère de Gottfried de Habsbourg-Toscane, d'Hélène de Habsbourg-Toscane et de Rose-Marie de Habsbourg-Toscane. |           |
|          | Dorothée-Marie de Bavière (1920-2015)          | - Gottfried de Habsbourg-Toscane (mariage en 1938)        | - Grande-duchesse de Toscane (1948-1984) | - Princesse de la Maison de Wittelsbach. Fille de François-Marie-Luitpold de Bavière et d'Isabelle-Antoinette de Croÿ. - Mère de Léopold-François de Habsbourg-Toscane. |           |
|          | Elyssa Edmonstone de Duntreath (1973-)         | - Sigismond de Habsbourg-Toscane (mariage en 1999)        | - Grande-duchesse de Toscane (1999-)     | - Fille d'Archibald Edmonstone de Duntreath et d'Élisabeth Deakin. |           |